# Арво Хаавісто
Арво Яакко Хаавісто (фін. Arvo Jaakko Haavisto; нар. 7 січня 1900, Ілмайокі, Велике князівство Фінляндське, Російська імперія — 22 квітня 1977, Ілмайокі, провінція Південна Пог'янмаа, Фінляндія) — фінський борець греко-римського та вільного стилів, чемпіон та бронзовий призер Олімпійських ігор.

## Життєпис
Арво Хаавісто почав займатися боротьбою в 1918 році і став одним із найкращих фінських борців вільного стилю в напівсередній вазі середини та кінця 1920-х років. За свою кар'єру він взяв участь у двох Олімпіадах і на обох завоював медалі. Він виграв бронзову нагороду з вільної боротьби в напівлегкій вазі на Олімпіаді 1924 року в Парижі та золоту з вільної боротьби в напівсередній вазі на Олімпіаді 1928 року в Амстердамі. Він також чотири рази ставав чемпіоном Фінляндії: у 1925 та 1927 роках — з вільної боротьби в напівсередній вазі, у 1925 — з греко-римської боротьби в легкій вазі та у 1926 з вільної боротьби в середній вазі. Після завершення спортивної кар'єри Хаавісто працював тренером і суддею з боротьби, виступаючи рефері з боротьби на Олімпіаді 1936 року в Берліні. 
З 1992 року в Ілмайокі проводиться щорічний меморіальний турнір з греко-римської боротьби імені Арво Хаавісто.

## Спортивні результати на міжнародних змаганнях

### Виступи на Олімпіадах
| Змагання                    | Збірна    | Вагова категорія          | Місце  |
| --------------------------- | --------- | ------------------------- | ------ |
| Літні Олімпійські ігри 1924 | Фінляндія | вільна боротьба, до 66 кг | Бронза |
| Літні Олімпійські ігри 1928 | Фінляндія | вільна боротьба, до 72 кг | Золото |